# Hermann von Salza
Hermann von Salza, herbu Lilium (ur. ok. 1179, zm. 20 marca 1239 w Salerno) – wielki mistrz zakonu krzyżackiego w latach 1210–1239, faktyczny twórca potęgi zakonu.

## Życiorys

### Młodość i czasy przed wstąpieniem do zakonu

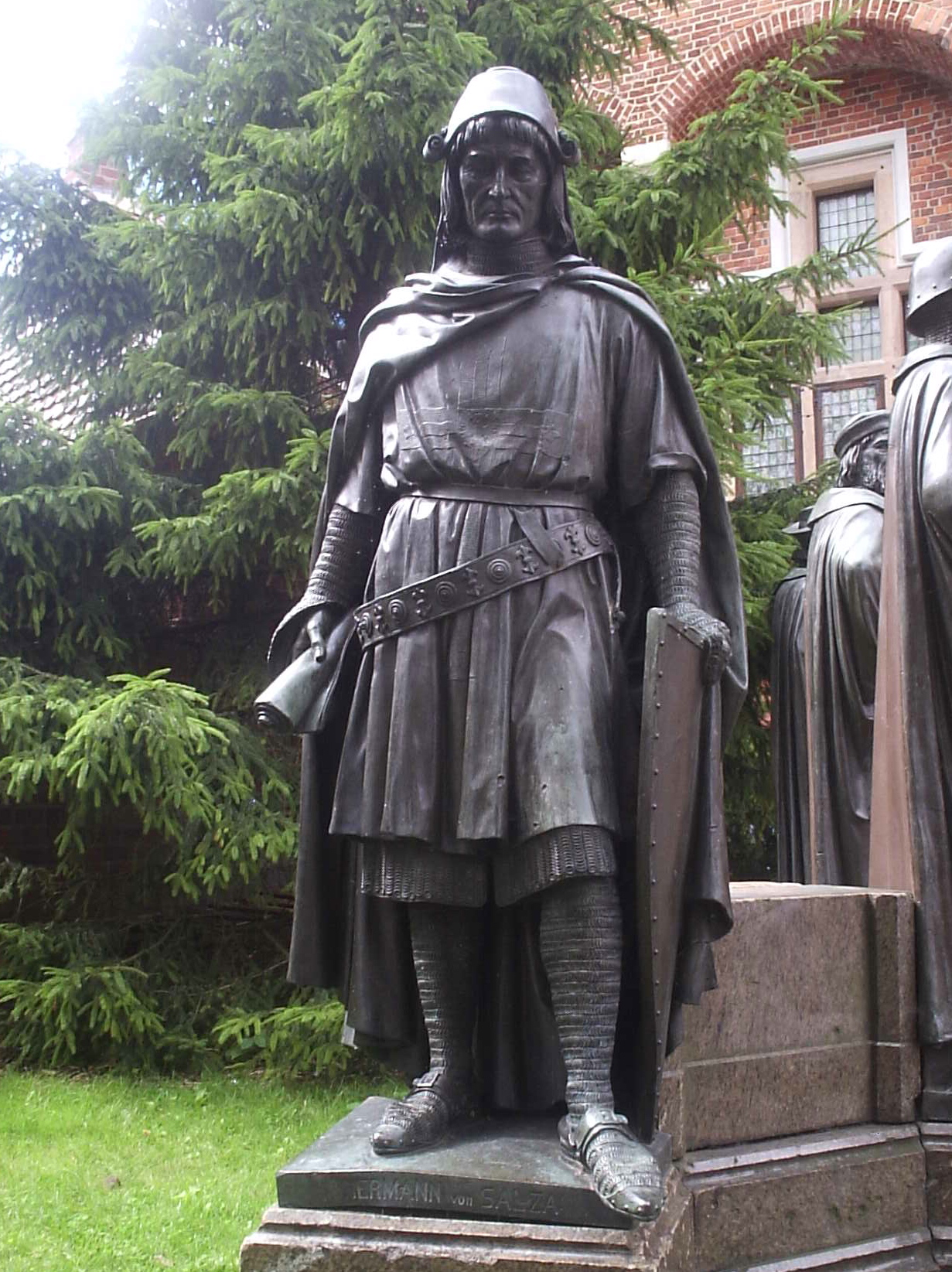
Pomnik wielkiego mistrza Hermanna von Salzy na Zamku krzyżackim w Malborku

Hermann pochodził z rodu von Salza, którego siedziba znajdowała się w okolicach Langensalza. Była to rodzina ministeriałów zależnych od landgrafów Turyngii i palatynów Saksonii, mająca jednak niewiele wspólnego popularną i szeroko rozpowszechnioną w Niemczech rodziną szlachecką o tym samym nazwisku. Ojcem Henryka był bliżej nieznany Burchard von Salza, wiadomo też na pewno, że Hermann miał przynajmniej dwóch braci – Günthera i Hugona, którzy razem z nim pojawiają się w dokumencie z 1174 roku. Jest to wszystko, co wiadomo o jego rodzinie. Warto zauważyć, że poprzedni wielki mistrz krzyżacki Henryk von Tunna także wywodził się spośród turyńskich ministeriałów, co pokazuje, że we wczesnym okresie zakonu bracia pochodzili z szeregów najuboższej szlachty.
Do Ziemi Świętej wyruszył wraz z landgrafem Turyngii Hermanem I w 1196 roku. Jego działania po przybyciu do Palestyny są nieznane, nie wiadomo też, kiedy ani w jaki sposób wstąpił do zakonu krzyżackiego. Po śmierci wielkiego mistrza Henryka von Tunna w 1209 roku Hermann zastąpił go na tym stanowisku.

### Lata na stanowisku wielkiego mistrza (1209–1239)
Hermann von Salza był najwybitniejszym politykiem spośród wszystkich przywódców zakonu, a także kowalem jego potęgi. Niewątpliwie pomogła mu w tym przyjaźń z cesarzem Fryderykiem II i zaufanie, jakim został przez niego obdarzony. Dzięki tak potężnej znajomości pozycja zakonu uległa wyjątkowemu wzmocnieniu. Objawiło się to już w 1211 roku, kiedy Krzyżacy otrzymali od króla węgierskiego Andrzeja II wielką darowiznę obejmującą 12 tysięcy kilometrów ziemi na Węgrzech. Król, który wybierał się właśnie na V wyprawę krzyżową, chciał zabezpieczyć swoje królestwo przed najazdami sąsiednich Połowców. Zaraz po otrzymaniu darowizny, Krzyżacy przenieśli się do swych nowych posiadłości, ale zamiast nawracać plemiona połowieckie, zaczęli utwierdzać tam swoje panowanie. Rozpoczęli od sprowadzenia na te tereny osadników niemieckich, po czym przystąpili do procesu wznoszenia zamków i grodów obronnych. Prowadzili przy tym politykę intensywnej ekspansji na sąsiednie ziemie należące do pogan, które włączali następnie nie do Królestwa Węgier, ale do własnej domeny. Zaczęli także przejawiać skłonności do uniezależnienia się od władzy królewskiej. Ich działania wzbudziły niepokój wśród szlachty węgierskiej, która po powrocie Andrzeja II z krucjaty zmusiła go do wypędzenia Krzyżaków z tych ziem w 1225 roku.
W tym samym czasie Hermann von Salza zdobywał na ówczesnej arenie politycznej coraz większe wpływy. Jego wybitne talenty dyplomatyczne ujawniły się podczas pośrednictwa w sporach cesarza z papieżem i miastami lombardzkimi oraz podczas rozmów z królem Danii Waldemarem II i w trakcie organizacji cesarskiej wyprawy krzyżowej. Spowodowało to wzrost jego osobistego znaczenia oraz powiększenie wpływów i znaczenia zakonu krzyżackiego, a także zdobycie przez niego licznych nadań ziemskich zarówno na obszarze Palestyny, jak i Niemiec. Wkrótce po utraceniu ziem na Węgrzech, już w 1226 roku, polski książę Konrad Mazowiecki nadał Krzyżakom spory obszar nad Wisłą, głównie ziemię chełmińską, powierzając im zadanie nawrócenia pogańskich i bardzo wojowniczych plemion pruskich na chrześcijaństwo. W ten sposób Konrad nieświadomie zapoczątkował proces tworzenia się pierwszego na świecie państwa zakonnego.
Choć to właśnie Hermann von Salza dał podstawę pod budowę państwa krzyżackiego w Prusach i zazwyczaj jemu przypisuje się największe zasługi w tym względzie, jednak osobiście nigdy tam nie przebywał. Całość spraw związanych z nowymi posiadłościami powierzył pruskiemu mistrzowi krajowemu Hermannowi von Balkowi. Liczne podróże dyplomatyczne von Salzy spotkały się w końcu z protestem kapituły generalnej zakonu obawiającej się zaniedbywania spraw zakonnych przez wielkiego mistrza. Nie powstrzymało to jednak jego ulubionych kursów dyplomatycznych na obszarze całej Europy.

### Śmierć
Hermann von Salza zmarł 20 marca 1239 roku w Salerno na terenie Italii, w drodze powrotnej z Niemiec do siedziby zakonu w Wenecji. Szukał tam wyleczenia z choroby, która dręczyła go od początku 1238 roku. Umierał zapewne w poczuciu dobrze spełnionego obowiązku, gdyż przed śmiercią powiedział:

Jako ten, który miłuje honor Kościoła i Rzeszy, zginę dla wywyższenia obu.

Jego szczątki złożono w krzyżackiej kaplicy w mieście Barletta w Apulii.